# Tatew Howakimjan
Tatew Howakimjan (armenisch Տաթև Հովակիմյան; * 9. Januar 1992 in Jerewan) ist eine armenische Schauspielerin.

## Leben
Howakimjan wurde am 9. Januar 1992 in Jerewan geboren. Sie besuchte die dortige Sekundarschule Nr. 75. 2009 wurde sie an der Fakultät für Kulturwissenschaften der Staatlichen Universität Jerewan aufgenommen. Von 2010 bis 2011 studierte sie an der Rundfunkabteilung des Staatlichen Liedtheaters. Ihr Schauspielstudium absolvierte sie von 2011 bis 2015 an der  Schauspielfakultät des Staatlichen Instituts für Theater und Kinematographie Jerewan. Seit 2012 gehört sie zum Ensemble des Studententheaters in Jerewan. Unter anderen spielte sie die titelgebenden Hauptrollen in den Stücken Anyuta und Salome. Seit 2017 spielt sie auch in Stücken des Hovhannes Tumanyan Puppet Theatre of Yerevan mit. Mitte der 2010er Jahre folgten erste Filmproduktionen mit ihr. 2015 erschien An Interrupted Flight. Im Folgejahr war sie unter anderen in dem Filmdrama Earthquake – Die Welt am Abgrund in einer der größeren weiblichen Rollen der Lilith zu sehen. 2020 hatte sie die Rolle der Sona im Film Songs of Solomon inne.

## Filmografie (Auswahl)
- 2015: An Interrupted Flight (Anavart trichq)
- 2016: Armatner
- 2016: Earthquake – Die Welt am Abgrund (Zemletryasenie/Землетрясение)
- 2018: Tombe (Kurzfilm)
- 2020: Songs of Solomon

## Theater (Auswahl)
- Cyrano De Bergerac, Regie: Galust Nersesyan
- White Roses, Pink Elephants, Regie: Gayane Arco
- Anyuta
- Dead Souls, Regie: Gayane Arco
- Pikovaya dama, Regie: Ani Gasparyan
- The Feudal, Regie: Arman Navasardyan
- Salome